# Grand Prix Belgie 2024
Grand Prix Belgie 2024 (oficiálně Formula 1 Rolex Belgian Grand Prix 2024) se jela na okruhu Circuit de Spa-Francorchamps v Belgii dne 28. července 2024. Závod byl čtrnáctým v pořadí v sezóně 2024 šampionátu Formule 1.

## Kvalifikace
Kvalifikace se uskutečnila 27. července 2024 v 16:00 místního času (UTC+2).
| Poř.                        | Č. | Jezdec           | Konstruktér                  | Časy v kvalifikaci | Časy v kvalifikaci | Časy v kvalifikaci | Pořadí na startu |
| Poř.                        | Č. | Jezdec           | Konstruktér                  | Q1                 | Q2                 | Q3                 | Pořadí na startu |
| --------------------------- | -- | ---------------- | ---------------------------- | ------------------ | ------------------ | ------------------ | ---------------- |
| 1                           | 1  | Max Verstappen   | Red Bull Racing-Honda RBPT   | 1:54.938           | 1:53.837           | 1:53.159           | 11               |
| 2                           | 16 | Charles Leclerc  | Ferrari                      | 1:55.349           | 1:54.193           | 1:53.754           | 1                |
| 3                           | 11 | Sergio Pérez     | Red Bull Racing-Honda RBPT   | 1:55.139           | 1:54.470           | 1:53.765           | 2                |
| 4                           | 44 | Lewis Hamilton   | Mercedes                     | 1:55.692           | 1:54.037           | 1:53.835           | 3                |
| 5                           | 4  | Lando Norris     | McLaren-Mercedes             | 1:55.582           | 1:54.358           | 1:53.981           | 4                |
| 6                           | 81 | Oscar Piastri    | McLaren-Mercedes             | 1:54.835           | 1:54.136           | 1:54.027           | 5                |
| 7                           | 63 | George Russell   | Mercedes                     | 1:55.353           | 1:54.095           | 1:54.184           | 6                |
| 8                           | 55 | Carlos Sainz Jr. | Ferrari                      | 1:55.169           | 1:54.112           | 1:54.477           | 7                |
| 9                           | 14 | Fernando Alonso  | Aston Martin Aramco-Mercedes | 1:55.489           | 1:54.258           | 1:54.765           | 8                |
| 10                          | 31 | Esteban Ocon     | Alpine-Renault               | 1:55.417           | 1:54.460           | 1:54.810           | 9                |
| 11                          | 23 | Alexander Albon  | Williams-Mercedes            | 1:55.722           | 1:54.473           |                    | 10               |
| 12                          | 10 | Pierre Gasly     | Alpine-Renault               | 1:54.911           | 1:54.635           |                    | 12               |
| 13                          | 3  | Daniel Ricciardo | RB-Honda RBPT                | 1:55.451           | 1:54.682           |                    | 13               |
| 14                          | 77 | Valtteri Bottas  | Kick Sauber-Ferrari          | 1:55.531           | 1:54.764           |                    | 14               |
| 15                          | 18 | Lance Stroll     | Aston Martin Aramco-Mercedes | 1:56.072           | 1:55.716           |                    | 15               |
| 16                          | 27 | Nico Hülkenberg  | Haas-Ferrari                 | 1:56.308           |                    |                    | 16               |
| 17                          | 20 | Kevin Magnussen  | Haas-Ferrari                 | 1:56.500           |                    |                    | 17               |
| 18                          | 22 | Júki Cunoda      | RB-Honda RBPT                | 1:56.593           |                    |                    | 20               |
| 19                          | 2  | Logan Sargeant   | Williams-Mercedes            | 1:57.230           |                    |                    | 18               |
| 20                          | 24 | Čou Kuan-jü      | Kick Sauber-Ferrari          | 1:57.775           |                    |                    | 19               |
| 107 % času vítěze: 2:02.873 |    |                  |                              |                    |                    |                    |                  |
| Zdroj:                      |    |                  |                              |                    |                    |                    |                  |

Poznámky
1. ↑  Max Verstappen obdržel penalizaci 10 míst na startu z důvodu nasazení nových komponent pohonné jednotky nad rámec povolené kvóty.
2. ↑  Júki Cunoda musel startovat z konce startovního pole z důvodu nasazení řady nových komponent pohonné jednotky.
3. ↑  Čou Kuan-jü obdržel penalizaci 3 míst na startu z důvodu blokování Maxe Verstappena v Q1.
4. ↑  Jelikož se závodilo na mokré trati, nebylo pravidlo 107 % uplatněno.

## Závod
Závod se uskutečnil 28. července 2024 v 15:00 místního času (UTC+2).
| Poř.                                                                               | No. | Jezdec           | Konstruktér                  | Počet kol | Čas/Odstoupení | Start | Body |
| ---------------------------------------------------------------------------------- | --- | ---------------- | ---------------------------- | --------- | -------------- | ----- | ---- |
| 1                                                                                  | 44  | Lewis Hamilton   | Mercedes                     | 44        | 1:19:57.566    | 3     | 25   |
| 2                                                                                  | 81  | Oscar Piastri    | McLaren-Mercedes             | 44        | +0.647         | 5     | 18   |
| 3                                                                                  | 16  | Charles Leclerc  | Ferrari                      | 44        | +8.023         | 1     | 15   |
| 4                                                                                  | 1   | Max Verstappen   | Red Bull Racing-Honda RBPT   | 44        | +8.700         | 11    | 12   |
| 5                                                                                  | 4   | Lando Norris     | McLaren-Mercedes             | 44        | +9.324         | 4     | 10   |
| 6                                                                                  | 55  | Carlos Sainz Jr. | Ferrari                      | 44        | +19.269        | 7     | 8    |
| 7                                                                                  | 11  | Sergio Pérez     | Red Bull Racing-Honda RBPT   | 44        | +42.669        | 2     | 7    |
| 8                                                                                  | 14  | Fernando Alonso  | Aston Martin Aramco-Mercedes | 44        | +49.437        | 8     | 4    |
| 9                                                                                  | 31  | Esteban Ocon     | Alpine-Renault               | 44        | +52.026        | 9     | 2    |
| 10                                                                                 | 3   | Daniel Ricciardo | RB-Honda RBPT                | 44        | +54.400        | 13    | 1    |
| 11                                                                                 | 18  | Lance Stroll     | Aston Martin Aramco-Mercedes | 44        | +1:02.485      | 15    |      |
| 12                                                                                 | 23  | Alexander Albon  | Williams-Mercedes            | 44        | +1:03.125      | 10    |      |
| 13                                                                                 | 10  | Pierre Gasly     | Alpine-Renault               | 44        | +1:03.839      | 12    |      |
| 14                                                                                 | 20  | Kevin Magnussen  | Haas-Ferrari                 | 44        | +1:06.105      | 17    |      |
| 15                                                                                 | 77  | Valtteri Bottas  | Kick Sauber-Ferrari          | 44        | +1:10.112      | 14    |      |
| 16                                                                                 | 22  | Júki Cunoda      | RB-Honda RBPT                | 44        | +1:16.211      | 20    |      |
| 17                                                                                 | 2   | Logan Sargeant   | Williams-Mercedes            | 44        | +1:25.531      | 18    |      |
| 18                                                                                 | 27  | Nico Hülkenberg  | Haas-Ferrari                 | 44        | +1:28.307      | 16    |      |
| Ret                                                                                | 24  | Čou Kuan-jü      | Kick Sauber-Ferrari          | 5         | Hydraulika     | 19    |      |
| DSQ                                                                                | 63  | George Russell   | Mercedes                     | 44        | Min. hmotnost  | 6     |      |
| Nejrychlejší kolo: Sergio Pérez (Red Bull Racing-Honda RBPT) – 1:44.701 (44. kolo) |     |                  |                              |           |                |       |      |
| Zdroj:                                                                             |     |                  |                              |           |                |       |      |

Poznámky
1. ↑  Včetně bodu za najrychlejší kolo.
2. ↑  George Russell závod vyhrál, po závodě byl ale diskvalifikován, jelikož jeho monopost nesplnil minimální povolenou hmotnost.

## Průběžné pořadí po závodě
|        | Pořadí | Jezdec           | Body |
| ------ | ------ | ---------------- | ---- |
|        | 1      | Max Verstappen   | 277  |
|        | 2      | Lando Norris     | 199  |
|        | 3      | Charles Leclerc  | 177  |
| 1      | 4      | Oscar Piastri    | 167  |
| 1      | 5      | Carlos Sainz Jr. | 162  |
| Zdroj: |        |                  |      |

|        | Pořadí | Konstruktér                  | Body |
| ------ | ------ | ---------------------------- | ---- |
|        | 1      | Red Bull Racing-Honda RBPT   | 408  |
|        | 2      | McLaren-Mercedes             | 366  |
|        | 3      | Ferrari                      | 345  |
|        | 4      | Mercedes                     | 266  |
|        | 5      | Aston Martin Aramco-Mercedes | 73   |
| Zdroj: |        |                              |      |